# Héctor Quintanar
Héctor Quintanar (født 15. april 1936 i Mexico City, Mexico - død 24. oktober 2013) var en mexicansk komponist, lærer og dirigent.
Quintanar studerede på det nationale musikkonservatorium i Mexico City hos bl.a. Carlos Chavez og Carlos Jimenez Mabarak.
Han var mest kendt for sine innovative elektroniske værker. Han har skrevet orkesterværker, kammermusik og solostykker for mange instrumenter.
Quintanar underviste både privat og på forskellige konservatorier i Mexico. Han var chefdirigent for Unam Philharmonic Orchestra (1976-1980).

## Udvalgte værker
- Galakse (1968) - for orkester
- Fabel (1963-1964) - for kor og orkester
- Aklamationer (19?) – for orkester, kor og eletronisk bånd
- Symboler (1969) - for kammergruppe, bånd, dias og lys
- Sideral 1-3 – (1968) - for elektronisk bånd